# Паттерн

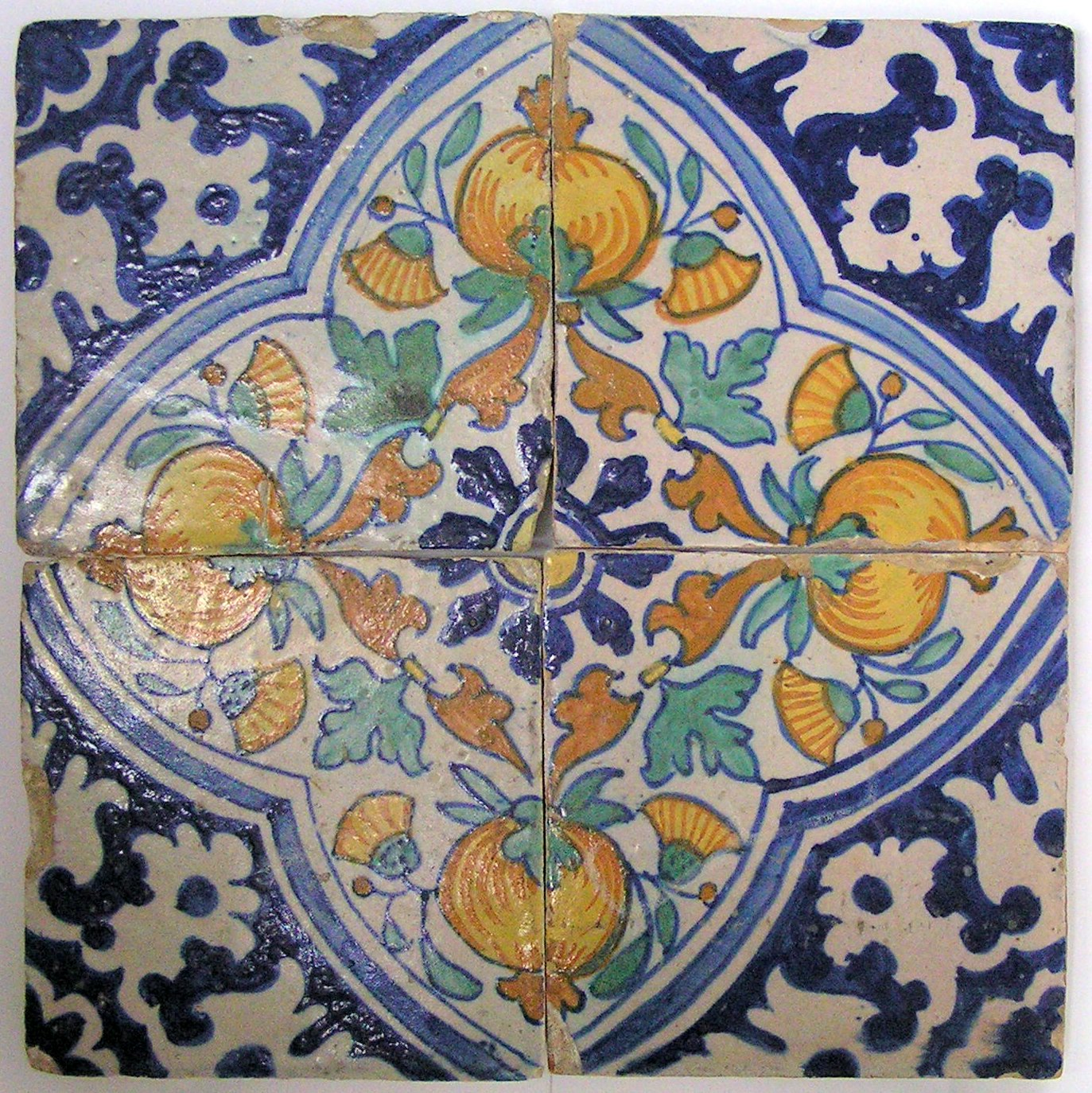
Плитка — пример использования паттернов/узоров в дизайне помещений

Па́ттерн (англ. pattern «узор, образец, шаблон; форма, модель; схема, привычное мышление, поведение, восприятие диаграмма») — схема-образ, действующая как посредствующее представление, или чувственное понятие, благодаря которому в режиме одновременности восприятия и мышления выявляются закономерности, как они существуют в природе и обществе.
Паттерн понимается в этом плане как повторяющийся шаблон или образец. Элементы паттерна повторяются предсказуемо. Так, из графических паттернов складываются красивые узоры.
Каждый из органов восприятия (чувств) воспринимает паттерны в соответствии со своими особенностями.
В науке, в том числе в математике и языкознании, паттерны выявляются путём исследования.
Прямое наблюдение может выявлять визуальные паттерны, как они формируются в природе и в искусстве. 
Визуальные паттерны в природе часто хаотичны. Они не копируют друг друга и часто являются фрактальными.
Паттерны в природе включают спирали, меандры, волны, пену, трещины, а также паттерны, созданные благодаря симметрии поворота и отражения. Все подобные паттерны имеют математически описываемую структуру, которая может быть выражена формулами, тем не менее математика сама по себе является поиском регулярностей, и любой конечный продукт применения функций является математическим паттерном.
Когда научные теории исследуют и предсказывают синхронно существующие регулярности в природе и обществе, то это и есть выявление паттернов.
В искусстве и архитектуре для получения определённого устойчивого воздействия декорации и различные визуальные элементы могут комбинироваться и повторяться, образуя паттерны.
В компьютерных науках шаблоны проектирования являются широко используемым решением большого класса проблем программирования.
Под паттерном в медицине понимают устойчивую комбинацию результатов исследований или других признаков (например, симптомов) при сходных жалобах пациента или у больных одной нозологии. Понятие «паттерн» включает несколько признаков (симптомов). Синдром включает один или несколько паттернов. Болезнь включает один или несколько синдромов.

## Паттерны в природе

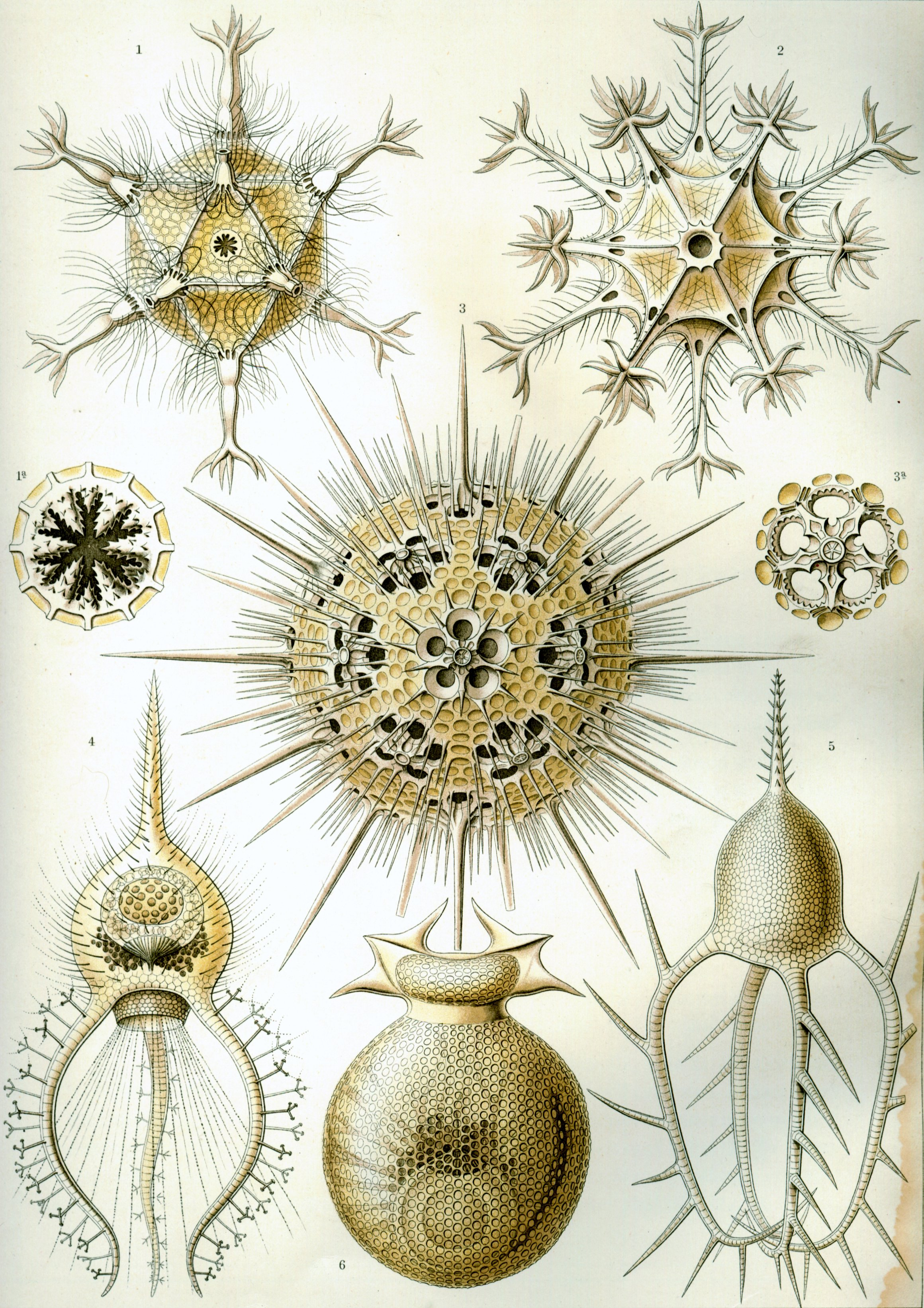
Рисунки морских животных Эрнста Геккеля, демонстрирующие различные виды симметрии

Ранние греческие философы, такие как Платон, Пифагор, Эмпедокл, исследовали паттерны, пытаясь объяснить порядок в природе. Современное понимание визуальных паттернов формировалось постепенно с развитием наук.
В XIX веке бельгийский физик Жозеф Плато, изучая мыльные пузыри, сформулировал концепцию минимальной поверхности. Немецкий биолог и художник Эрнст Геккель нарисовал сотни морских организмов, подчёркивая их симметрию. Шотландский биолог Дарси Томпсон первым начал изучение паттернов роста как растений, так и животных, показав, что спиральный рост можно описать простыми уравнениями. В XX веке британский математик Алан Тьюринг предсказал механизмы морфогенеза, которые ответственны за образование пятен и полос. Венгерский биолог Аристид Линденмайер и французско-американский математик Бенуа́ Мандельбро́т показали, как математика фракталов может объяснить паттерны роста растений.
Математика, физика и химия объясняют паттерны в природе на различных уровнях. Паттерны в живых организмах могут быть объяснены биологическими процессами естественного и полового отбора. Изучение формирования паттернов использует компьютерное моделирование для симуляции широкого спектра паттернов.

## Виды паттернов в природе

### Симметрия

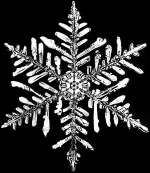
Снежинка, пример шестилучевой симметрии

Симметрия для живых организмов является практически всеобщей. У большинства животных наблюдается зеркальная, или билатеральная, симметрия, она также присутствует в листьях растений и некоторых цветах, например орхидеях. Растения часто имеют круговую, или вращательную, симметрию, как у многих цветов и некоторых животных, например у медуз. Пятилучевая симметрия встречается у иглокожих, таких как морские звёзды, морские ежи и морские лилии.
В неживой природе снежинка имеет красивую шестилучевую симметрию, каждая снежинка уникальна, но один и тот же паттерн повторяется на всех шести её лучах. Кристаллы обычно имеют разные виды симметрии и габитусы, они могут быть кубическими, шестигранными, восьмигранными, но настоящие кристаллы никогда не имеют пятилучевую симметрию (чего нельзя сказать о квазикристаллах). Вращательная симметрия встречается в различных явлениях неживой природы, например при всплеске, когда капля падает в водоём, а также в сферических формах и кольцах планет, таких как Сатурн.

### Деревья, фракталы

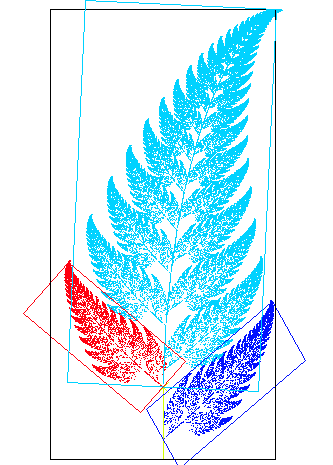
Самоподобие фрактального листа

Фракталы бесконечно самоподобны. Бесконечные повторения в природе невозможны, поэтому 'фрактальные' паттерны фрактальны лишь приблизительно. Например, листья папоротников и зонтичных (Apiaceae) самоподобны на 2-м, 3-м или 4-м уровне. Схожие с папоротником паттерны самоподобия встречаются также у животных, включая мшанки, кораллы, гидроидные, а также в неживой природе, преимущественно в электрических разрядах.
Фракталоподобные паттерны широко встречаются в природе, в таких распространённых феноменах, как облака, речные сети, геологические разломы, горы, береговые линии, окрас животных, снежинки, кристаллы, разветвления кровеносных сосудов и морские волны.

### Спирали

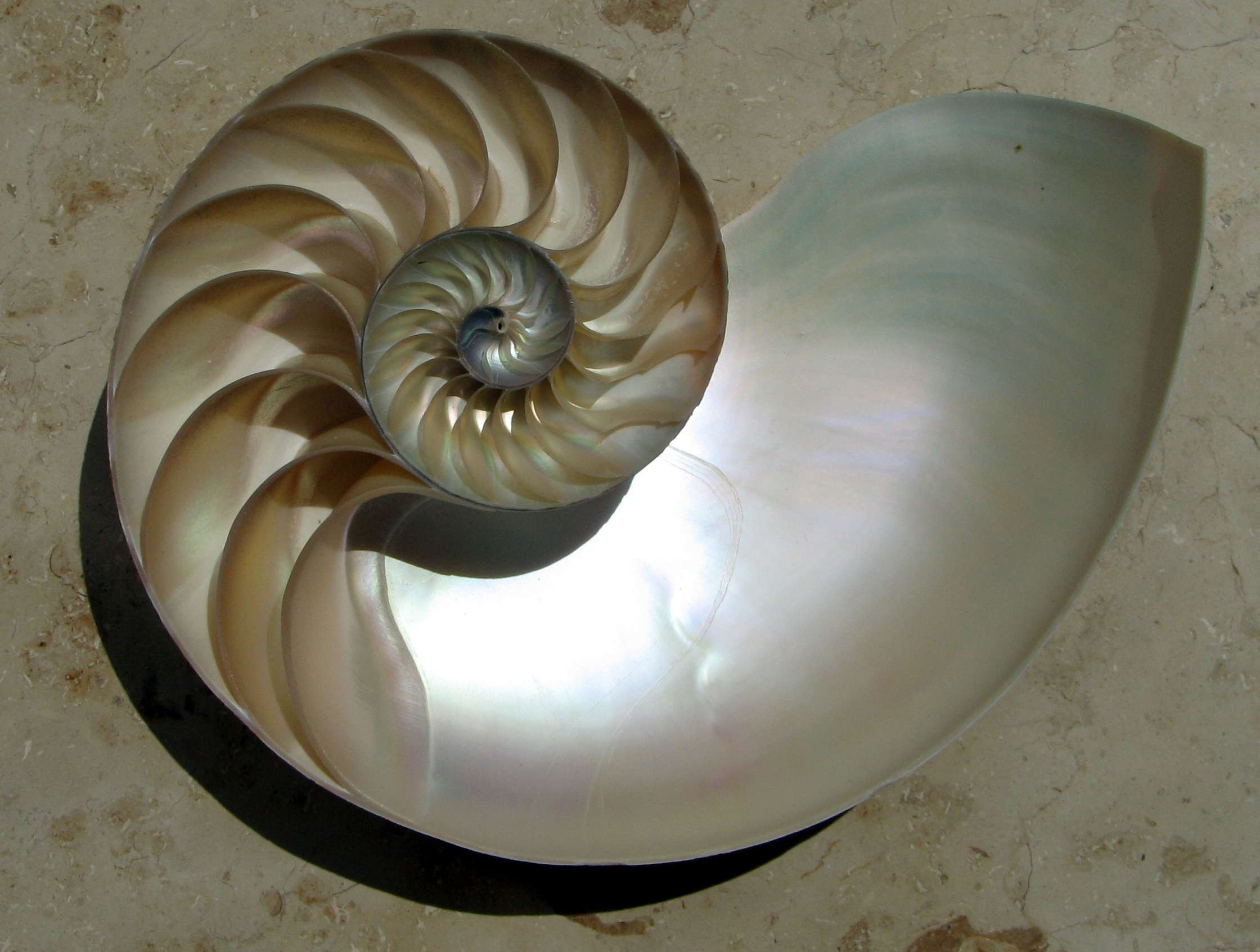
Ракушка Наутилуса — логарифмическая спираль

Спирали часто встречаются у растений и некоторых животных, преимущественно моллюсков. Например у наутилусов, головоногих моллюсков, каждая камера его раковины является приблизительной копией предыдущей камеры, увеличенной на определённый коэффициент и представленной в виде логарифмической спирали. Исходя из современного понимания фракталов, растущая спираль является частным случаем самоподобия.
Среди растений спирали образуют некоторые виды алоэ, спиралевидным является распределение листьев на стебле, а также других частей у иных растений, например: соцветья астровых, семянные головки подсолнечника или фрукты вроде ананаса:337 и салака, а также паттерн на шишках, где многочисленные спирали располагаются как по часовой, так и против часовой стрелки.
Спираль произрастания листьев может быть выведена из последовательности чисел Фибоначчи: 1, 1, 2, 3, 5, 8, 13… (каждое следующее число является суммой двух предыдущих). Например, при росте листьев из ствола, один поворот спирали равен двум листьям, поэтому паттерн или соотношение равно 1/2. У орешника соотношение 1/3; у абрикоса 2/5; у груши 3/8; у миндаля оно составляет 5/13.

### Хаос, потоки, меандры

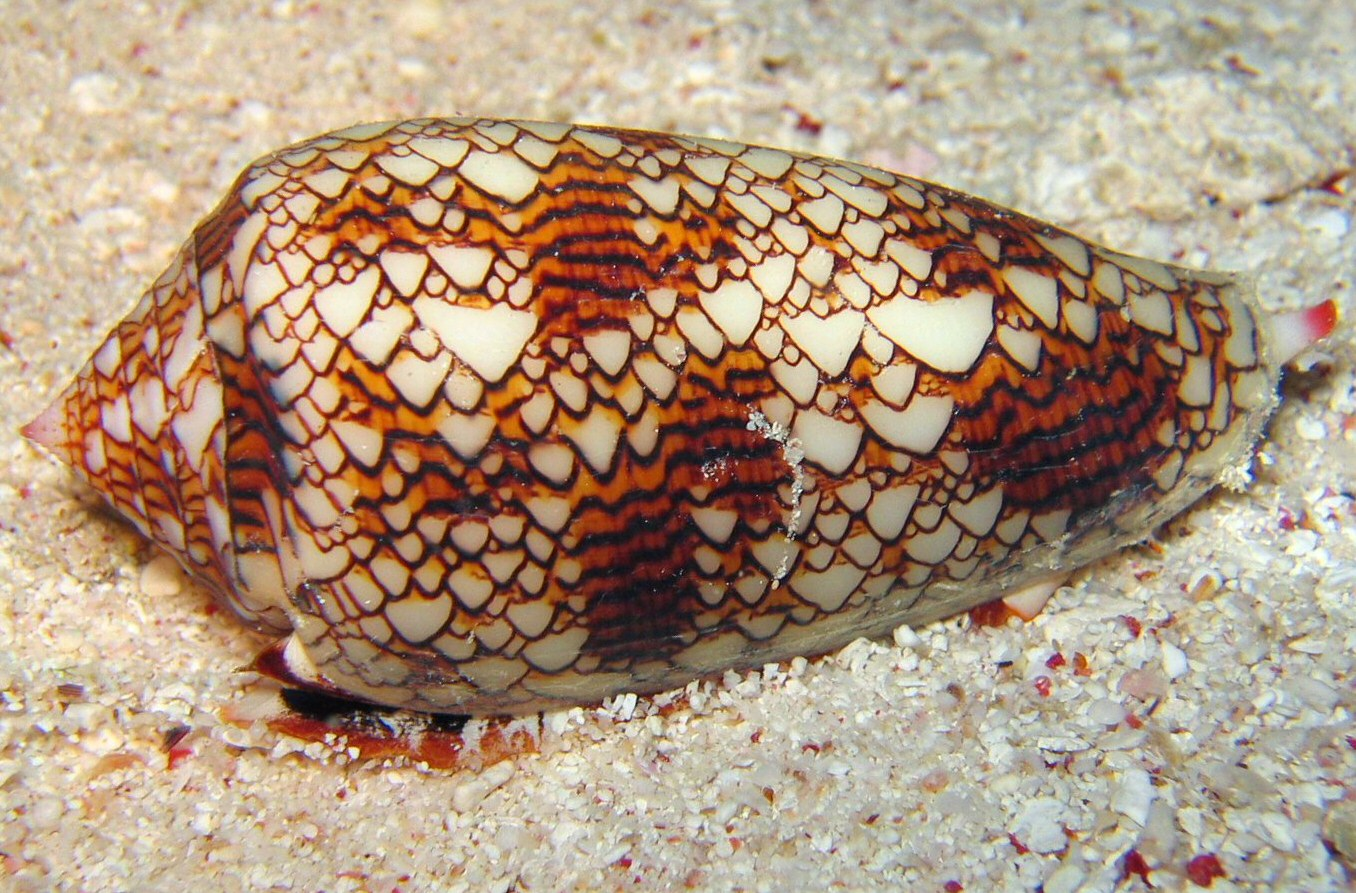
Хаос в окраске ракушки

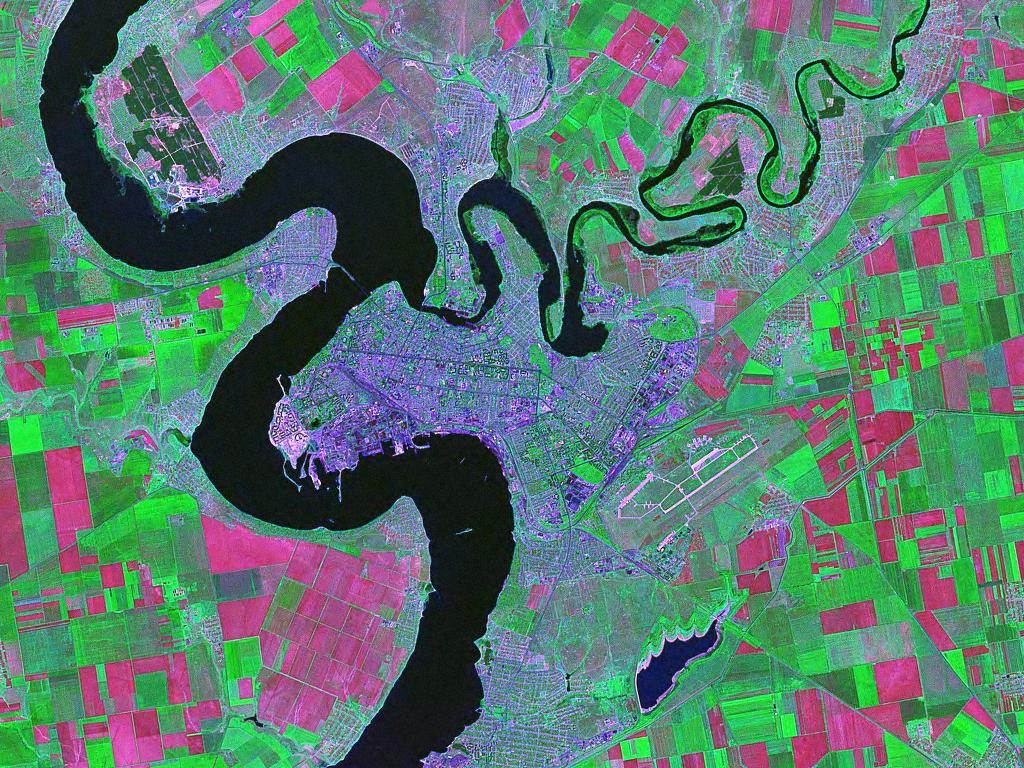
Вид на Николаев из космоса. Синусоидальный паттерн, образованный реками, — пример меандра

В математике динамическая система является хаотической, если она слишком чувствительна к начальным условиям (так называемый эффект бабочки).
Теория хаоса считается одним из самых важных факторов, влияющих на возникновение паттернов в природе. Существует связь между хаосом и фракталами — странные аттракторы в хаотических системах имеют фрактальную размерность.
Турбулентность в газах и жидкостях при преодолении твердого препятствия образует характерные паттерны кручения.
Меандры — это синусообразные изгибы в реках и других каналах, формируемые жидкостью, обычно водой, текущей вдоль изгибов. Если русло не является ровным, размеры и неровность изгибов увеличивается за счёт того, что течение переносит твёрдый материал, обычно песок и гальку к внутренней стороне изгиба. Внешняя часть изгиба остаётся незащищённой, поэтому эрозия усиливается, увеличивая темпы меандрирования.

### Волны, дюны

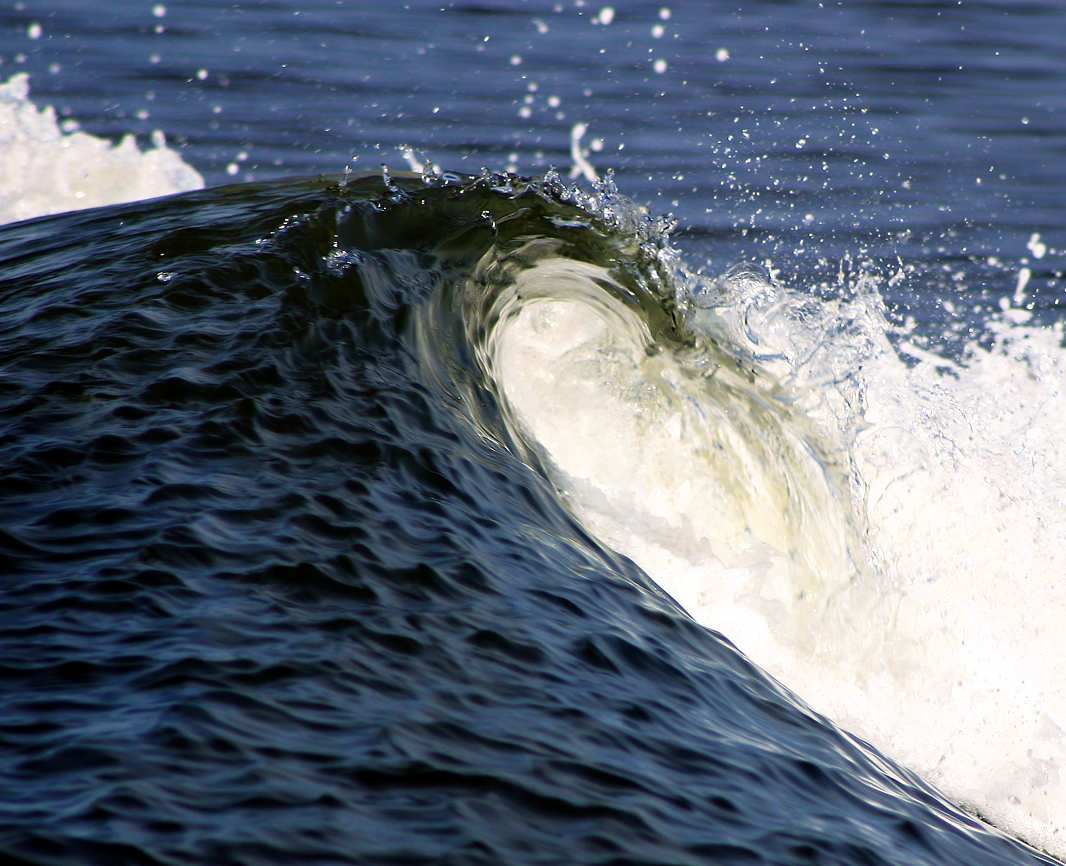
Волна

Под влиянием ветра на поверхности воды и песка в природе образовываются схожие по строению хаотические паттерны, оставляющие рябь, называемые волнами на воде и дюнами на песке. Под действием ветра происходит неравномерное распределение, возвышенные участки чередуются с понижениями уровня.
Частным случаем дюн являются барханы.

### Пузыри, пена

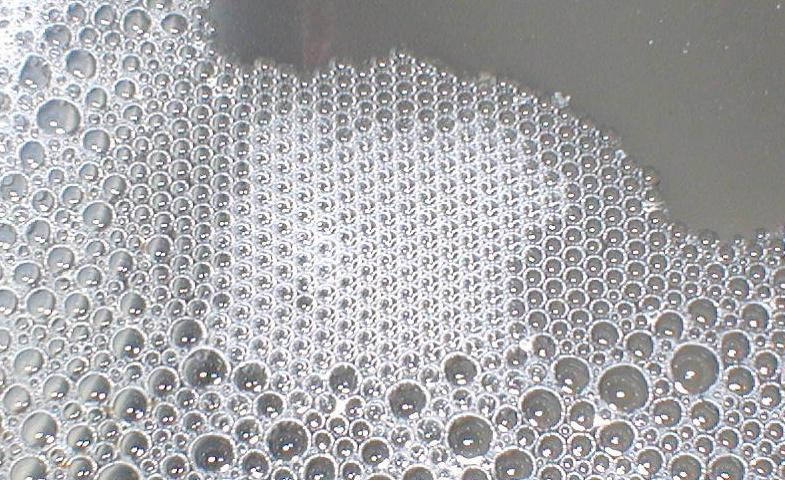
Мыльные пузыри образуют пену

### Замощение
Замощение — разбиение без каких-либо накладок и без пробелов. Наиболее известным примером замощения в природе являются пчелиные соты, где шестиугольный паттерн многократно дублируется, заполняя всё пространство улья.

## Паттерны в архитектуре

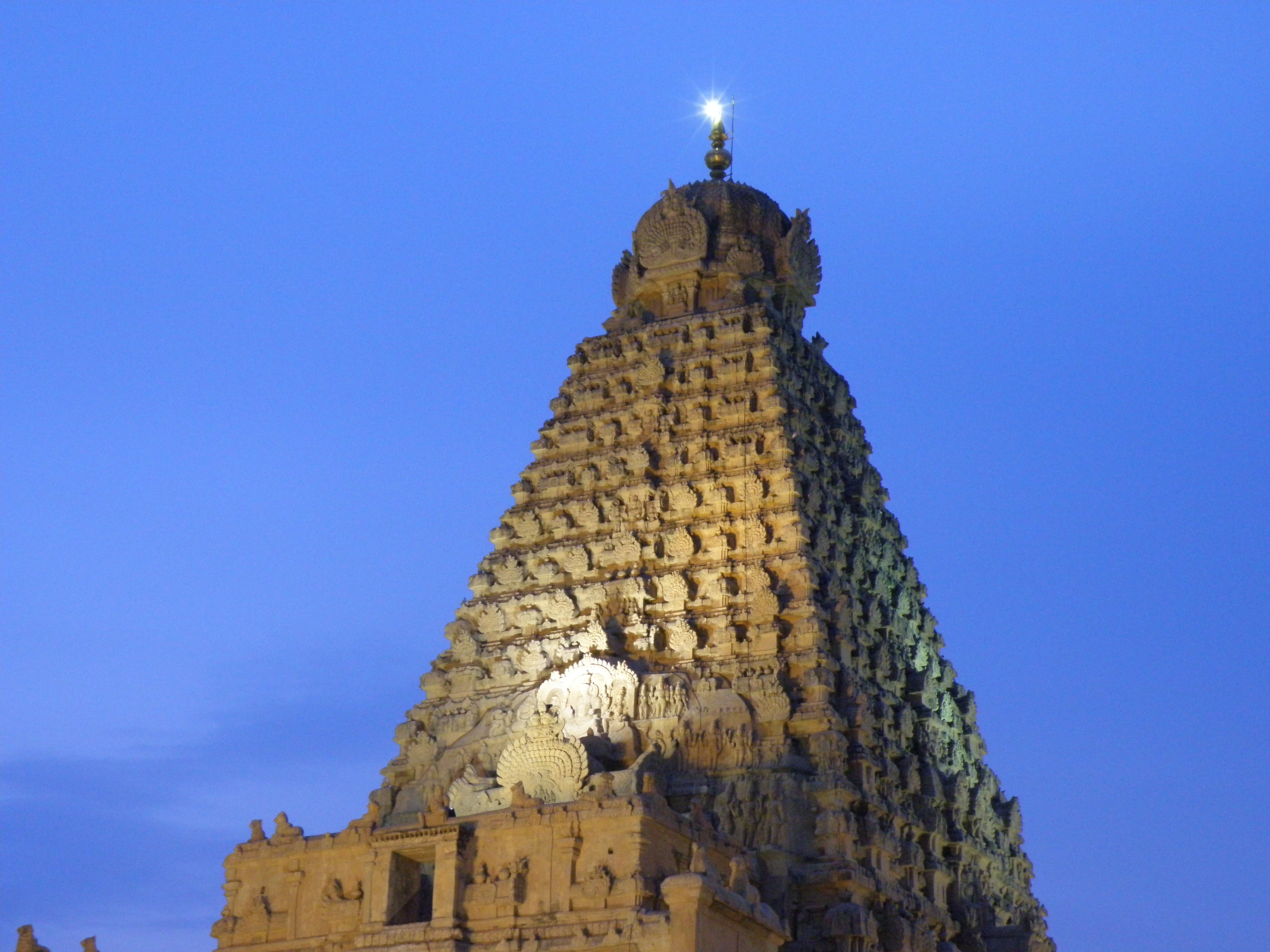
Индуистский храм Брахидеешварар
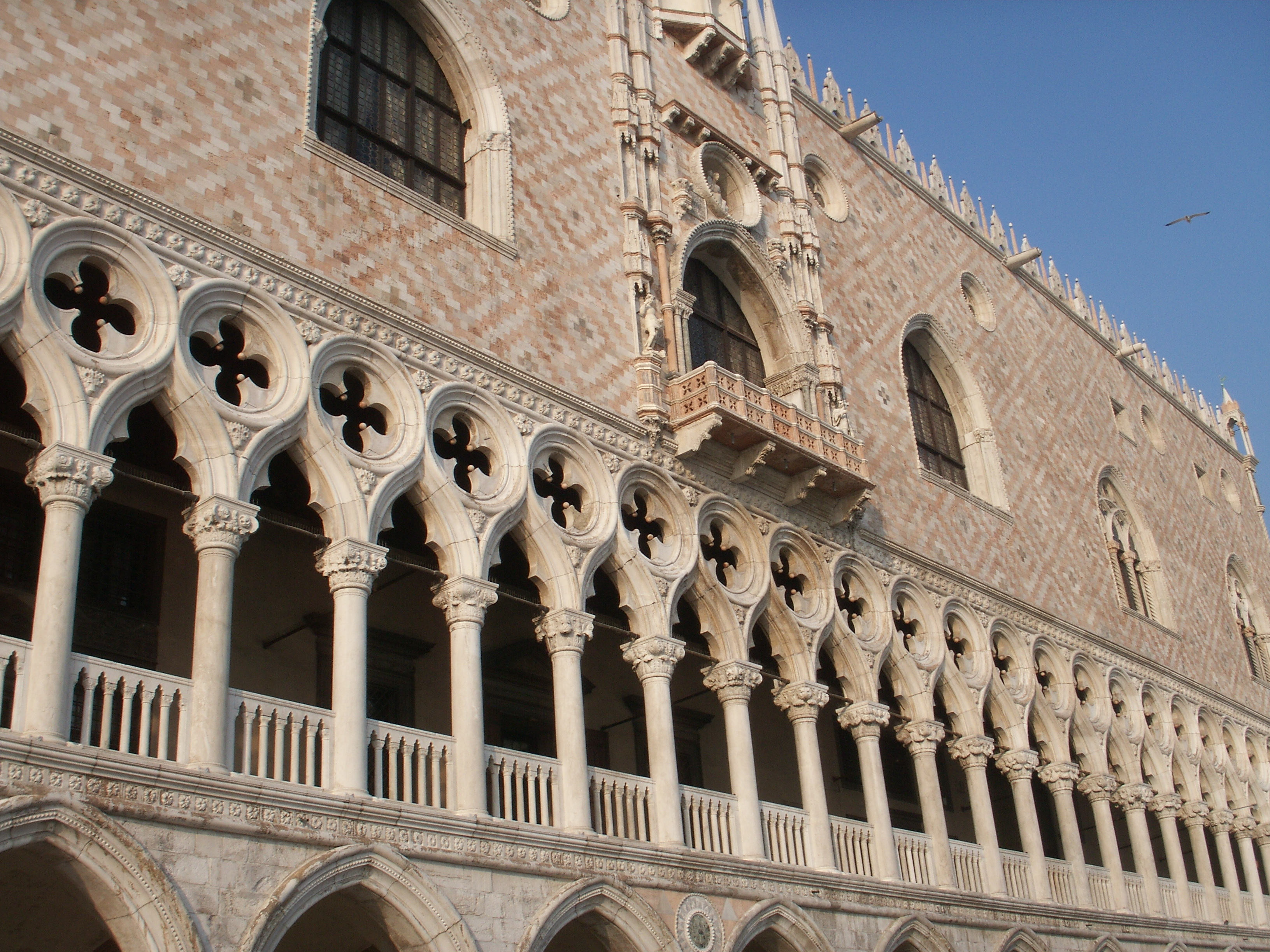
Дворец дожей
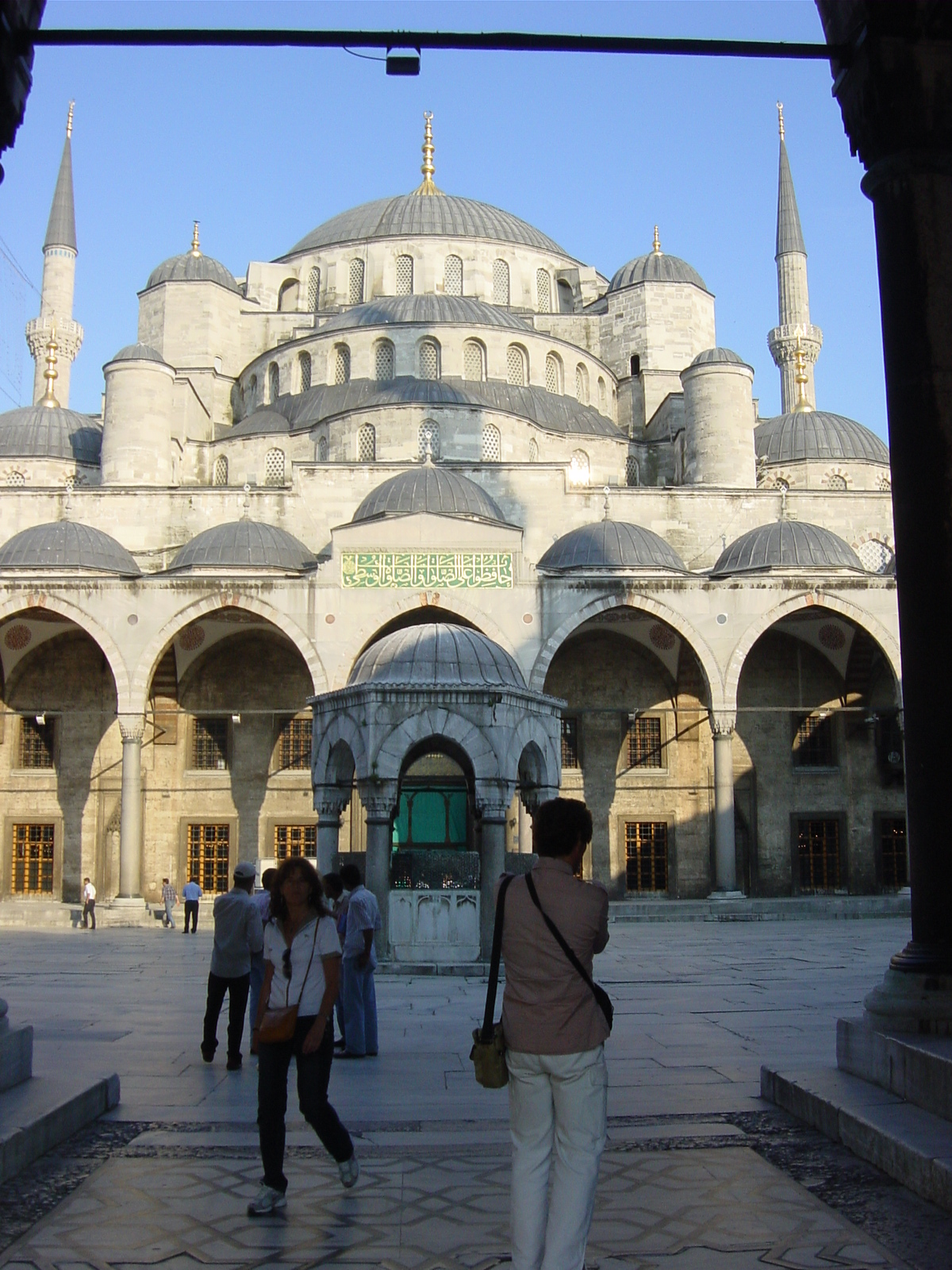
Голубая мечеть в Стамбуле

## Паттерны в дизайне
Паттерны (повторяющиеся элементы) широко используются для украшения среды обитания человека — от лепнины, тротуарной плитки, обоев, паркета и кафеля до орнаментов в одежде, раскраски тканей и использования узоров в оформлении всевозможной печатной продукции. Наиболее популярными паттернами являются клетка, гусиные лапки, бута, турецкие огурцы, алагрек, меандр.
Паттерны часто употребляются в исламском мире. Искусствоведы подразделяют исламские узоры на стилизованные растительные, которые называются арабеска, и геометрические, называемые мореска.

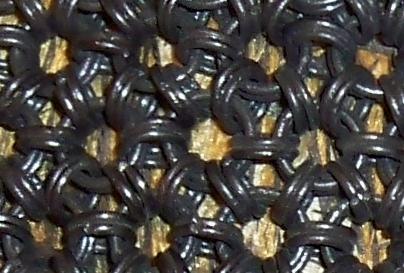
Японская кольчуга
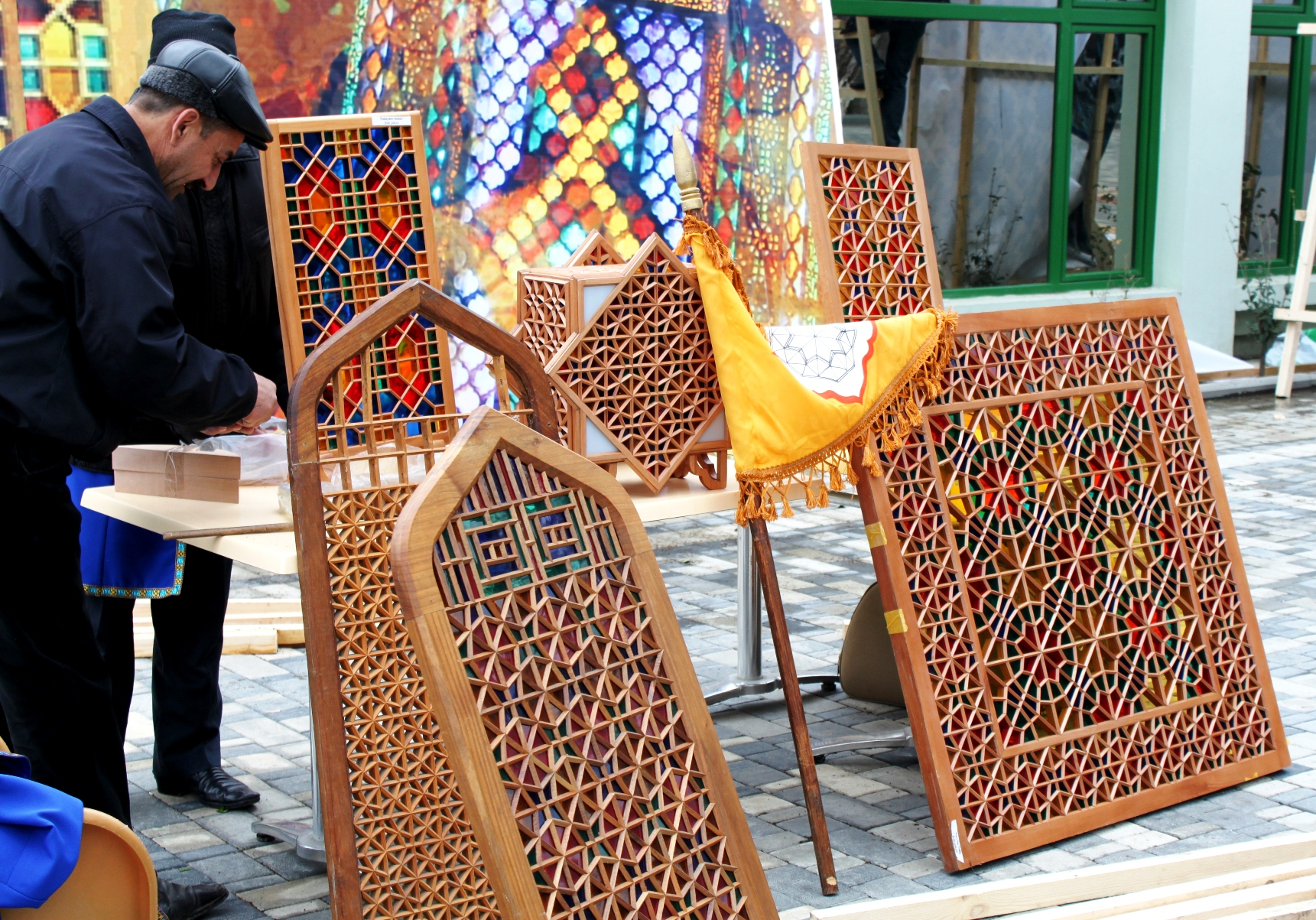
Шебеке
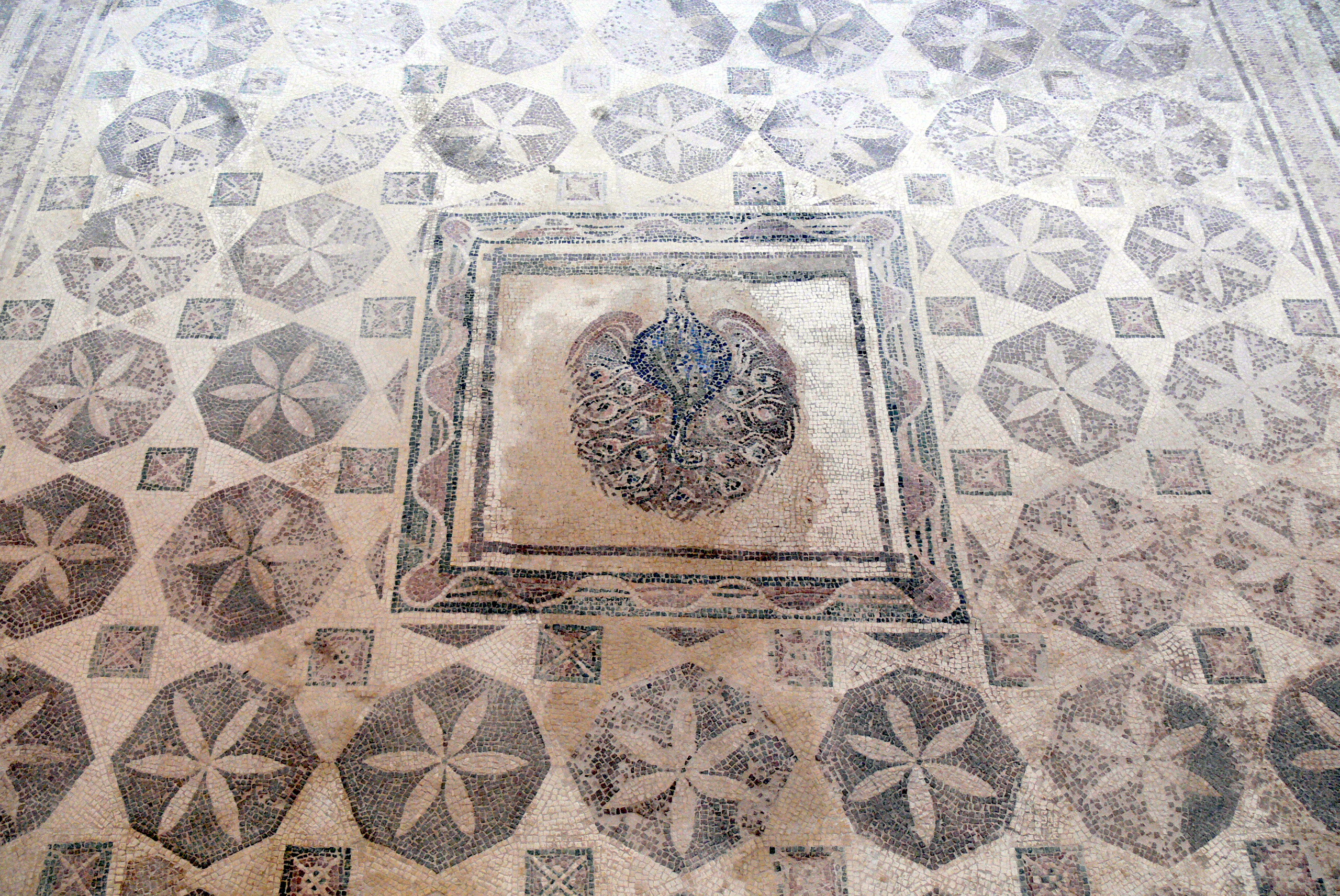
Древняя мозаика в Пафосе на Кипре
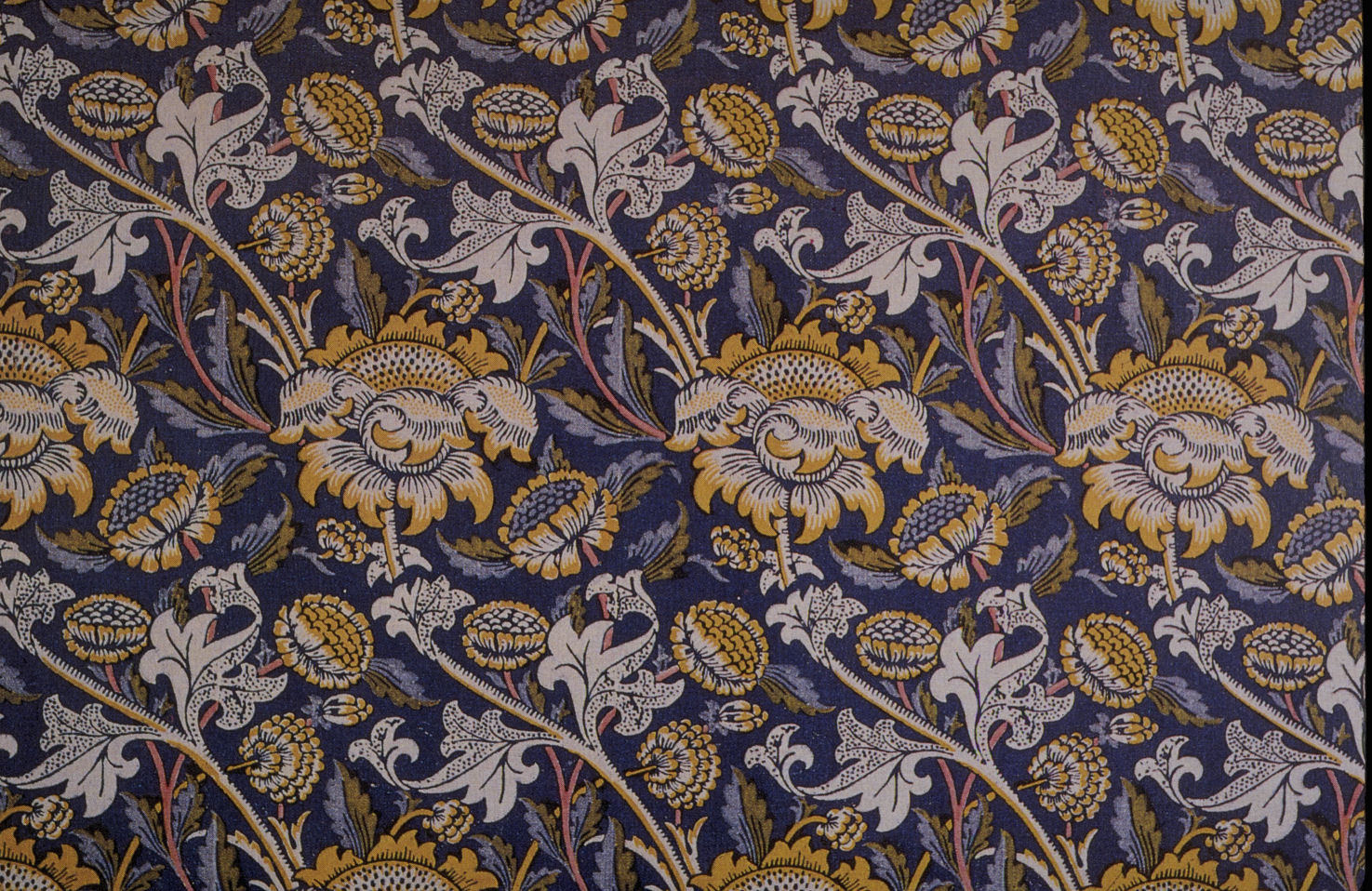
Цветной узор на ткани
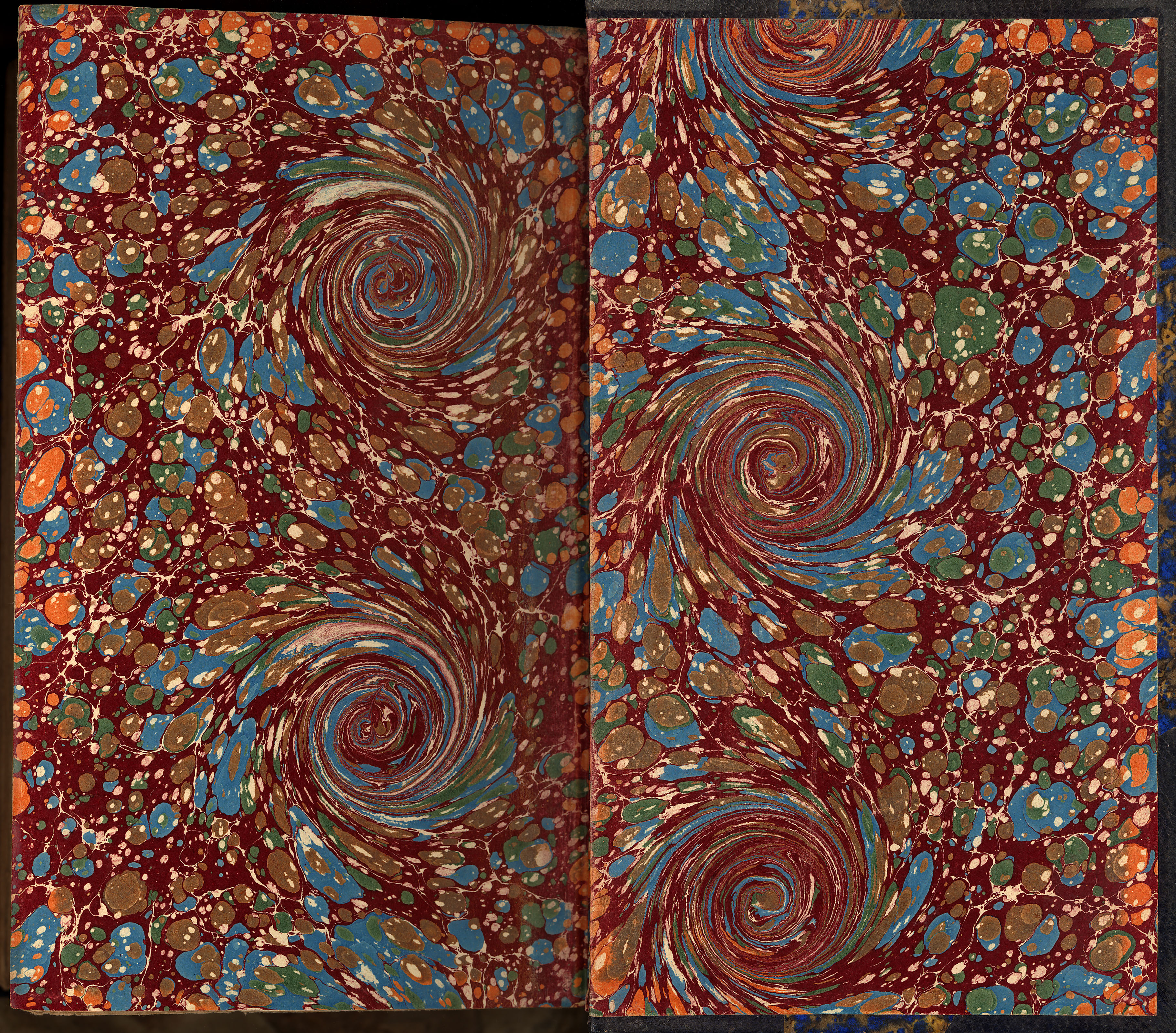
Мармированная бумага

### Паттерны для детей

Простым инструментом для создания паттернов является спирограф.
Наблюдать причудливые паттерны можно с помощью калейдоскопа.

## Паттерны в медицине
В медицине термин «паттерн» употребляют при анализе, например, кардиограмм, энцефалограмм и результатов других исследований, понимая под ним одинаковую последовательность колебаний биопотенциалов, повторяющуюся в одном или нескольких отведениях при одинаковых состояниях и условиях
Термин паттерн используется для обозначения последовательности нервных импульсов, имеющей определённое информационное значение, например, «паттерны боли при биомеханических нарушениях суставов краниовертебрального перехода и шейного отдела позвоночника» или «паттерны двигательных и чувствительных расстройств при патологии нервных структур в дистальных отделах верхней конечности».
Паттерны широко представлены в глоссарии мануальных терапевтов (например паттерн ходьбы), рефлексотерапевтов (например, паттерн сырости-жара) и прикладных кинезиологов (например, паттерн дыхания).

## Паттерны вязания
В вязании часто используются схемы рисунков, которые повторяются через определённое количество столбцов и рядов. Один такой рисунок, предназначенный для многократного повторения в вязаном изделии, и называется паттерном (чаще используют термин раппорт). Паттерн может состоять из различных видов петель, в результате получается объемный узор, или образовываться повторением узора из пряжи различных цветов, например стилизованные цветы или олени на свитерах.

## Паттерн в музыке
Особый ритмический рисунок, выводимый определённым инструментом, басовая партия или повторяющийся барабанный или гитарный риф, неотъемлемая часть практически любой музыкальной композиции.